# (607) Jenny
(607) Jenny est un astéroïde de la ceinture principale découvert par August Kopff (1882 – 1960) le 18 septembre 1906.
Il a été ainsi baptisé, comme (608) Adolfine, en hommage à Jenny Adolfine Kessler, une amie du découvreur.